# Festiwal Otwarte Mieszkania

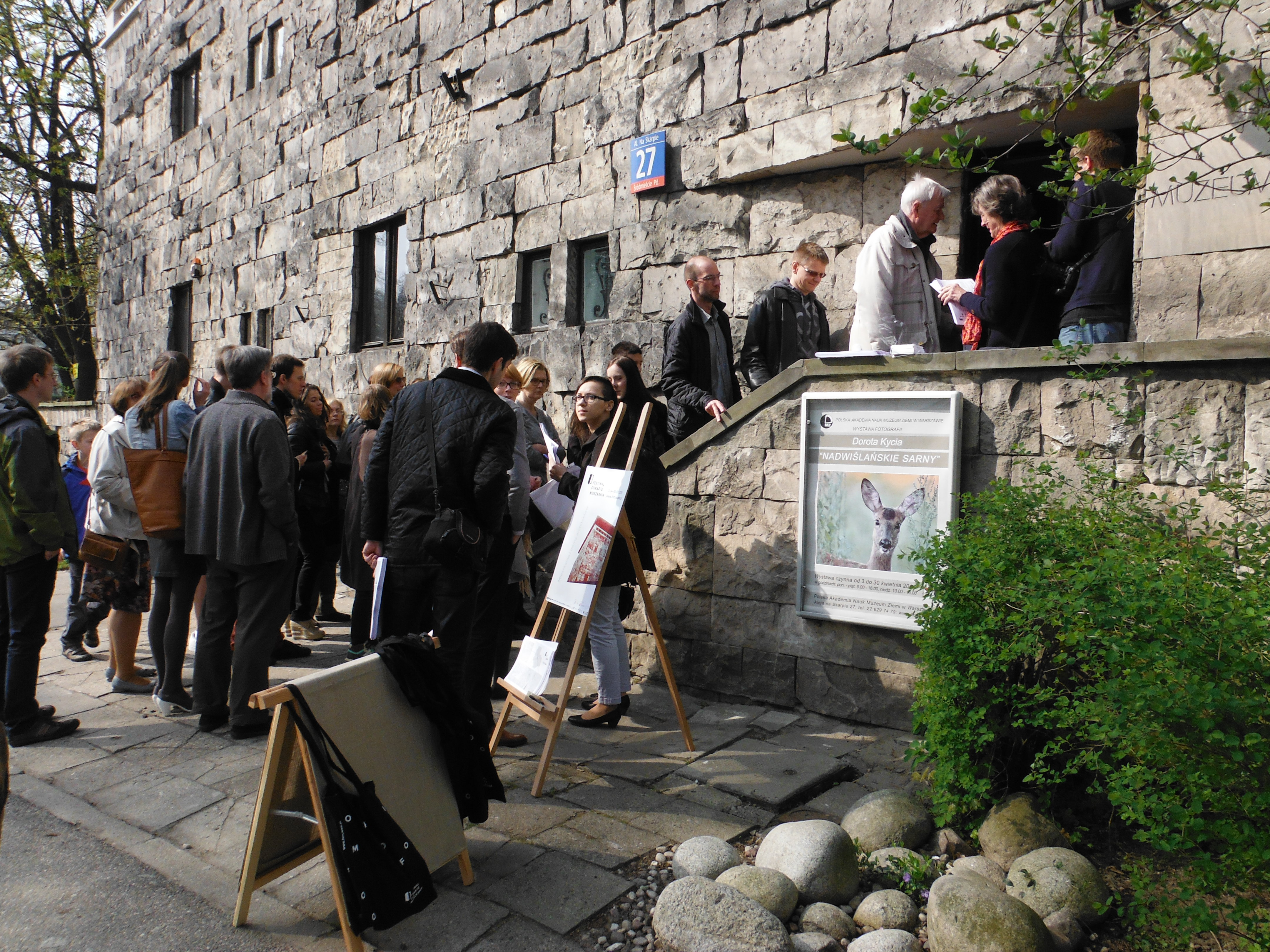
Kolejka do zwiedzania willi Bohdana Pniewskiego, kwiecień 2014

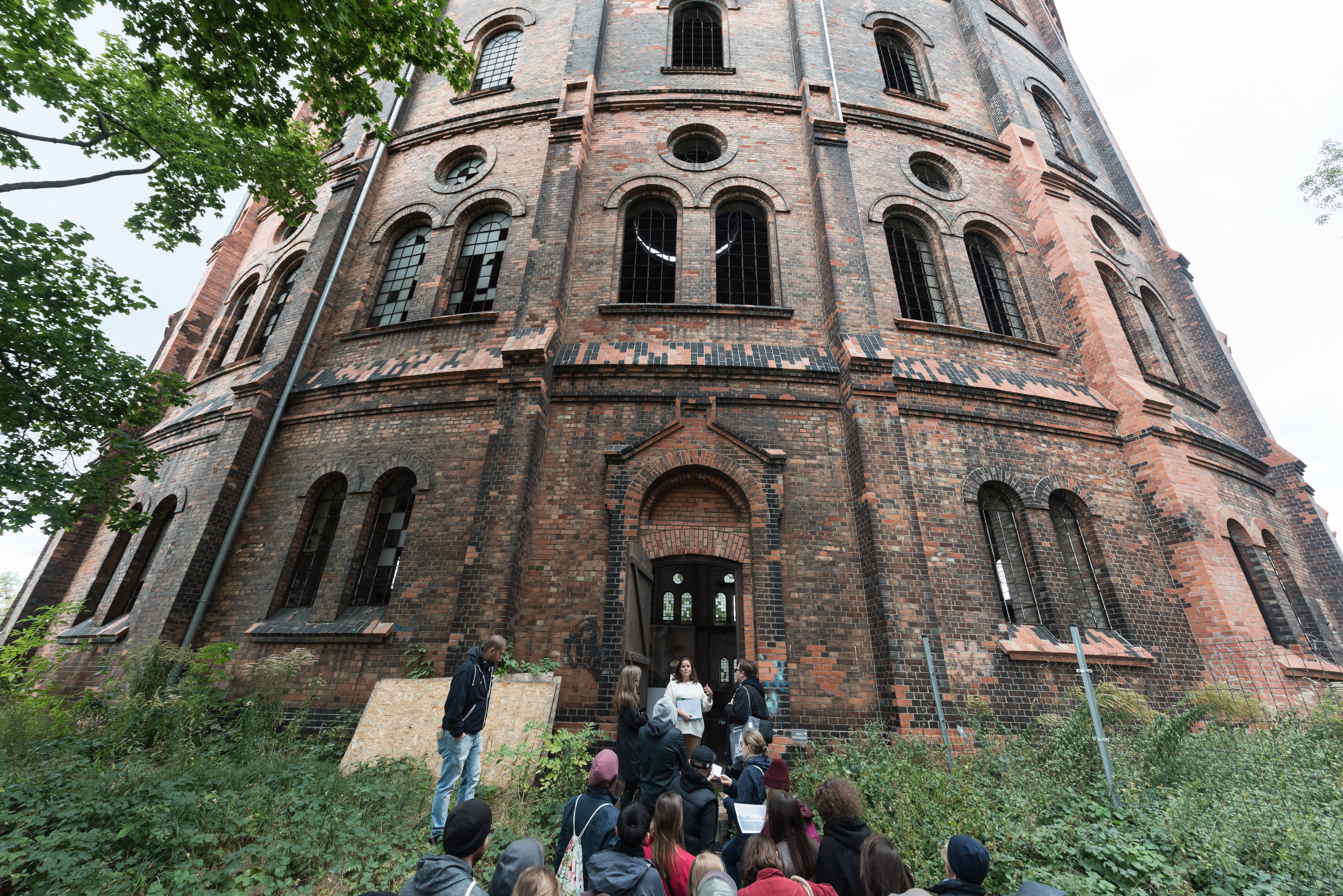
Zwiedzanie zbiorników na gaz w kompleksie Gazowni Warszawskiej, październik 2023

Festiwal Otwarte Mieszkania – impreza o charakterze kulturalnym organizowana przez warszawski oddział Towarzystwa Opieki nad Zabytkami, w ramach której dla zwiedzających udostępniane są wnętrza wybranych budynków, najczęściej mieszkań, ale również biur, urzędów, obiektów sakralnych i obiektów przemysłowych.
Celem imprezy jest prezentacja zabytków, przybliżenie dobrych praktyk konserwatorskich i zagadnień związanych z ochroną architektonicznego dziedzictwa kulturalnego.

## Historia
Korzenie festiwalu sięgają 2012 roku, gdy we wrześniu w ramach Europejskich Dni Dziedzictwa zorganizowano imprezę pt. Mieszkania XX wieku. Udostępniono wówczas wnętrza 16 obiektów powstałych w różnych okresach i stylach charakterystycznych dla XX wieku. Wydarzenie zorganizowano w partnerstwie z Mazowieckim Centrum Kultury i Sztuki (obecnie MIK) oraz Narodowym Instytutem Dziedzictwa. Festiwal Otwarte Mieszkania jest kontynuacją tego wydarzenia.
I edycja festiwalu odbyła się w 2013 pod hasłem Mieszkania Sztuki. W czasie trwania imprezy możliwe było m.in. zwiedzanie kilkunastu historycznych pracowni artystów plastyków. Wydarzenie zostało uzyskało nagrodę S3KTOR 2013 w kategorii „Kultura i sztuka”.
W II edycji 2014 Mieszkania i domy architektów w ciągu 4 dni kwietnia zwiedzano kilkanaście mieszkań i domów prywatnych będących własnością architektów m.in. Bohdana Pniewskiego, Bohdana Lacherta, domy Kolonii Profesorskiej, Klaudiusza Przedmojskiego, Stanisława Barylskiego, Stefana Siennickiego. Domy te pochodzą z różnych okresów historycznych i stylów architektonicznych i posiadają zróżnicowane wyposażenia wnętrz. W III edycji trwającej od maja do września 2015 zorganizowano wycieczki po mieszkaniach i domach dzielnicy Bemowo, osiedla Wierzbno (jedno z pierwszych powojennych osiedli będących przykładem eksperymentów urbanistyki modernistycznej) oraz dzielnicy Targówek.
Organizowana jest również krakowska odsłona Festiwalu.

### Tytuły kolejnych edycji
- 2013 – I FOM: Mieszkania sztuki
- 2014 – II FOM: Mieszkania i domy architektów
- 2015 – III FOM: Tożsamość dzielnic. Ludzie i miejsca
- 2016 – IV FOM: Warszawa filmowa
- 2017 – V FOM: Warszawa w nowym domu
- 2018 – VI FOM: Socrealia warszawskie
- 2019 – VII FOM: Miasto na Skarpie
- 2020 – VIII FOM: Modernizmy
- 2021 – IX FOM: Smaki dziedzictwa
- 2022 – X FOM: Warszawy
- 2023 – XI FOM (bez tytułu)